# Nguyễn Ngọc Thanh (cầu thủ bóng đá, sinh 1982)
Nguyễn Ngọc Thanh (sinh ngày 20 tháng 9 năm 1982) là một cựu cầu thủ bóng đá người Việt Nam hiện đã giải nghệ. Anh từng thi đấu cho Vicem Hải Phòng, SHB Đà Nẵng, Quảng Nam và Cần Thơ tại V-League và đội tuyển bóng đá quốc gia Việt Nam.

## Bàn thắng quốc tế
| #  | Ngày                | Địa điểm                                                 | Đối thủ | Bàn thắng | Kết quả | Giải đấu                 |
| -- | ------------------- | -------------------------------------------------------- | ------- | --------- | ------- | ------------------------ |
| 1. | 29 tháng 6 năm 2011 | Sân vận động Thống Nhất, Thành phố Hồ Chí Minh, Việt Nam | Ma Cao  | 5–0       | 6–0     | Vòng loại World Cup 2014 |